# Московска област
Московска област (на руски: Моско́вская о́бласть), неофициално наричана Подмосковие е субект на Руската федерация, в Централния федерален окръг. Площ 44 329 km2 (55-о място по големина в Руската Федерация, 0,26% от нейната територия). Население на 1 януари 2018 г. 7 504 339 души (2-ро място в Руската Федерация след град Москва, 5,11% от нейното население). Тя е най-гъсто населената област в Русия. Административен център е град Москва (без да е част от Московска област), който едновременно е и самостоятелен субект на Руската Федерация с особен статут – град от федерално значение.

## Историческа справка
Исторически областта е предшествана от Московската губерния, образувана от Петър I през 1708 г. Съвременната Московска област е образувана на 14 януари 1929 г. след реформа на административната система на страната.

## Географска характеристика

### Географско положение, граници, големина
Московска област заема централната част на Европейска Русия, в Централния федерален окръг. На запад граничи – със Смоленска област, на северозапад и север – с Тверска област, на североизток – с Ярославска област, на изток – с Владимирска област, на югоизток – с Рязанска област, на юг – с Тулска област, на югозапад – с Калужка област и град Москва. В тези си граници заема площ от 44 329 km2 (55-о място по големина в Руската Федерация, 0,26% от нейната територия).

### Релеф
Областта е разположена в централната част на Източноевропейската равнина, в междуречието на реките Ока и Волга, на границата между смесените и широколистните гори. Като цяло релефът е равнинен с редуване на хълмисти възвишения и плоски низини. Южната граница на древния Московски ледник е пресичала областта от югозапад на североизток и я е разделила на две части. На север от тази граница има типични ледниково-ерозионни релефни форми и преобладават моренните наслаги, а на юг от нея – чисто ерозионни форми. В северната част на областта, от югозапад на североизток се простира Смоленско-Московското възвишение с височини до 270 – 310 m. Най-добре хълмистият релеф на възвишението е изразен в Клинско-Дмитровския рид. Северния край на възвишението е с по-стръмни склонове, разчленени от долините на реките на отделни хълмове, които се редуват с плоскодънни, често заблатени падини. Северно от Смоленско-Московското възвишение се простира Горноволжката низина (120 – 150 m) – плоска равнина с ниски полегати гърбици, слабо хълмисти дюни и заблатена. В нейните предели се намират две обособени низини – Шошинска на северозапад и Дубнинска на североизток. На юг Смоленско-Московското възвишение плавно преминава в Москворецко-Окската хълмиста равнина (150 – 180 m) с ниски вододели и добре развит ерозионен релеф по долините на реките, към които са привързани и множество карстови форми. Югоизточната част на Московска област е заета от западната част на Мешчорската низина (Мешчора) – плоска, на места слабо хълмиста, зандрова равнина (120 – 150 m), силно заблатена, особено на изток. В южната част на областта попадат крайните северни части на Средноруското възвишение (150 – 200 m), силно разчленено от долините на реките и с гъста мрежа от оврази и долове.

### Климат
Климатът на Московска област е умереноконтинентален с умерено студена зима и топло лято. Средна януарска температура -10, -11 °C, средна юлска 17, 18 °C. В отделни зими студовете могат да достигнат до -45, -50 °C, а максималните летни температури – 38 – 40 °C. Годишната сума на валежите варира от 450 до 650 mm, като най-овлажнени са северните и западните райони, а най-слабо – югоизточните райони. Продължителността на вегетационния период (минимална денонощна температура 5 °C) е 130 – 140 дни.

### Води
В Московска област има над 4 хил. реки (с дължина над 1 km) с обща дължина 18 750 km и всички те принадлежат към водосборния басейн на река Волга. По най-високите части на Смоленско-Московското възвишение преминава главния вододел на Подмосковието между реките течащи на север и вливащи се директно във Волга и тези течащи на юг и изток, вливащи се в река Ока (десен приток на Волга). В северната част на областта, в района на град Дубна преминава малък участък от течението на Волга. Нейни основни десни притоци са: Лама с притоците си Болшая и Малая Сестра и Дубна с притока си Сестра. На юг преминава част от средното течение на река Ока с притоците си: Протва, Нара, Лопасня, Москва (с притоците си: Искона, Руза, Истра, Яуза, Пахра, Нерская, Северка и др.), Осьотър, Клязма и др. Болшинството от реките в областта имат равнинен характер – малък наклон, бавно течение, множество меандри. Подхранването им е смесено с преобладаване на снежното. Водният им режим се характеризира с високо пролетно пълноводие, лятно-есенно маловодие, с епизодични прииждания в резултата от поройни дъждове и ясно изразено зимно маловодие. Замръзват в края на ноември или началото на декември, а се размразяват в края на март или началото на април.
На територията на областта има над 5700 естествени и изкуствени водоеми с обща площ около 450 km2, като само 850 от тях са площ по-голяма от 10 дка. Широко са разпространени водно-ледниковите езера, на север – моренните езера, на юг и изток – карстовите, а по долините на реките Ока, Москва и Клязма – крайречните (старици). Най-големите естествени езера в Московска област са в изворната област на река Пра (ляв приток на Ока): Дубовое (12 km2) и Свято (10 km2) и Свято (Шатурско, 11,8 km2) до град Шатура. Най-големите изкуствени водоеми са Иванковското водохранилище на река Волга и водохранилищата от Московската хидротехническа система – Можйско, Истринско, Озернинско и Рузко. През северната част на областта преминава Московския плавателен канал, свързващ Волга с Москва.

### Почви, растителност
В областта преобладават ливадно-подзолистите почви с различен механичен състав и със слабо естествено плодородие. В Мешчорската и Горноволжката низини са разпространени подзолисто-блатните и блатните почви с лек състав и нуждаещи се от мелиоративни дейности. На юг са развити светлосивите силно оподзолени почви, а в крайния юг – сиви горски и оподзолени черноземни почви. По долините но по-големите реки има алувиални почви.
Около 40% от територията на областта е заета от гори (над 1,9 млн.ха), като най-големите горски масиви са се съхранили в западните и източните райони. В тях преобладават брезата и осиката, а от иглолистните – смърч и бор. В северните части господстват гори от смърч, бреза, осика с примеси от широколистни видове, в Мешчорската низина – борови гори, а в южните райони са се съхранили дъбови гори.

## Население
На 1 януари 2018 населението на Московска област е наброявало 7 504 339 души (2-ро място в Руската Федерация след град Москва, 5,11% от нейното население)). Тя е най-гъсто населената област в Русия 169,29 души/km2.
По етнически състав болшинството от населението на областта (92,92%) са руснаци, втори по численост са украинците (1,79%), а трети – татарите (0,95%). В сравнение с 2002 г. през 2010 г. в голяма степен (повече от два пъти) са е увеличил броя на узбеките (повече от шест пъти), таджиките (пет пъти), а също молдовани, арменци и азербайджанци за разлика от количеството на украинците, беларусите и евреите, което е намаляло. В областта живеят също голямо количество нелегални трудови мигранти, предимно от граничните страни на Русия, като в някои градове формират компактни маси, което способства за засилени междунационални напрежения.

## Административно-териториално деление
В административно-териториално отношение Московска област се дели на 52 областни градски окръга, 15 муниципални района, 73 града, в т.ч. 45 града с областно подчинение (Балашиха, Бронници, Дзержински, Долгопрудни, Домодедово, Дубна, Егоревск, Електрогорск, Електростал, Жуковски, Зарайск, Звенигород), Ивантеевка, Истра, Кашира, Клин, Коломна, Корольов, Котелники, Красноармейск, Красногорск, Краснознаменск, Ликино-Дульово, Литкарино, Лобня, Лосино-Петровски, Люберци, Митищи, Наро-Фоминск, Озери, Орехово-Зуево, Павловски Посад, Подолск, Протвино, Пушчино, Реутов, Рошал, Руза, Серпухов, Ступино, Фрязино, Химки, Черноголовка, Чехов и Шатура), 27 града с районно подчинение и 1 град с особен статут и 69 селища от градски тип, в т.ч 3 сгт с особен статут.
| Административна единица | Площ (km2) | Население (2018 г.) | Административен център | Население (2018 г.) | Разстояние до Москва (в km) | Други градове и сгт с районно подчинение                                          |
| ----------------------- | ---------- | ------------------- | ---------------------- | ------------------- | --------------------------- | --------------------------------------------------------------------------------- |
| Областни градски окръзи |            |                     |                        |                     |                             |                                                                                   |
| 1. Балашиха             | 244        | 462 731             | гр. Балашиха           | 450 771             | 20                          |                                                                                   |
| 2. Бронници             | 22         | 22 396              | гр. Бронници           | 22 396              | 52                          |                                                                                   |
| 3. Власиха              | 4          | 25 294              | сгт Власиха            | 25 294              | 47                          |                                                                                   |
| 4. Восход               | 16         | 1908                | сгт Восход             | 1908                | 81                          |                                                                                   |
| 5. Дзержински           | 16         | 54 788              | гр. Дзержински         | 54 788              | 19                          |                                                                                   |
| 6. Долгопрудни          | 31         | 104 238             | гр. Долгопрудни        | 104 238             | 20                          |                                                                                   |
| 7. Домодедово           | 818        | 167 907             | гр. Домодедово         | 124 285             | 37                          |                                                                                   |
| 8. Дубна                | 63         | 75 018              | гр. Дубна              | 75 018              | 115                         |                                                                                   |
| 9. Егоревск             | 1729       | 104 314             | гр. Егоревск           | 73 723              | 114                         | Рязановски                                                                        |
| 10. Електрогорск        | 40         | 23 076              | гр. Електрогорск       | 23 076              | 80                          |                                                                                   |
| 11. Електростал         | 135        | 158 508             | гр. Електростал        | 158 508             | 60                          |                                                                                   |
| 12. Жуковски            | 47         | 108 980             | гр. Жуковски           | 108 980             | 32                          |                                                                                   |
| 13. Зарайск             | 968        | 39 669              | гр. Зарайск            | 23 368              | 162                         |                                                                                   |
| 14. Звенигород          | 48         | 21 948              | гр. Звенигород         | 21 948              | 46                          |                                                                                   |
| 15. Звьоздни городок    | 3          | 5521                | сгт Звьозни городок    | 5521                | 46                          |                                                                                   |
| 16. Ивантеевка          | 15         | 74 497              | гр. Ивантеевка         | 74 497              | 41                          |                                                                                   |
| 17. Истра               | 1269       | 121 383             | гр. Истра              | 34 790              | 58                          | гр. Дедовск, Снегири                                                              |
| 18. Кашира              | 646        | 67 766              | гр. Кашира             | 49 247              | 115                         |                                                                                   |
| 19. Клин                | 2020       | 127 899             | гр. Клин               | 79 056              | 89                          | гр. Високовск, Решетниково                                                        |
| 20. Коломна             | 1179       | 188 696             | гр. Коломна            | 144 125             | 113                         | Пески                                                                             |
| 21. Корольов            | 55         | 221 797             | гр. Корольов           | 221 797             | 41                          |                                                                                   |
| 22. Котелники           | 14         | 44 353              | гр. Котелники          | 44 353              | 20                          |                                                                                   |
| 23. Красноармейск       | 156        | 26 608              | гр. Красноармейск      | 26 608              | 51                          |                                                                                   |
| 24. Красногорск         | 223        | 231 673             | гр. Красногорск        | 153 393             | 23                          | Нахабино                                                                          |
| 25. Краснознаменск      | 13         | 41 287              | гр. Краснознаменск     | 41 287              | 42                          |                                                                                   |
| 26. Ликино-Дульово      | 1349       | ?                   | гр. Ликино-Дульово     | 29 691              | 101                         |                                                                                   |
| 27. Литкарино           | 17         | 57 565              | гр. Литкарино          | 57 565              | 30                          |                                                                                   |
| 28. Лобня               | 30         | 87 353              | гр. Лобня              | 87 353              | 28                          |                                                                                   |
| 29. Лосино-Петровски    | 9          | 25 370              | гр. Лосино-Петровски   | 25 370              | 42                          |                                                                                   |
| 30. Луховици            | 1283       | 58 648              | гр. Луховици           | 30 271              | 135                         | Белоомут                                                                          |
| 31. Люберци             | 122        | 306 764             | гр. Люберци            | 197 705             | 20                          | Красково, Малаховка, Октябърски, Томилино                                         |
| 32. Митищи              | 431        | 221 777             | гр. Митищи             | 205 397             | 19                          | Пироговски                                                                        |
| 33. Молодьожни          | 6          | 2826                | сгт Молодьожни         | 2826                | 136                         |                                                                                   |
| 34. Наро-Фоминск        | 1547       | 157 273             | гр. Наро-Фоминск       | 62 002              | 70                          | гр. Апрелевка, гр. Верея, Калининец, Селятино                                     |
| 35. Озери               | 549        | 35 272              | гр. Озери              | 25 524              | 155                         |                                                                                   |
| 36. Орехово-Зуево       | 509        | 119 956             | гр. Орехово-Зуево      | 119 956             | 89                          |                                                                                   |
| 37. Павловски Посад     | 566        | 85 218              | гр. Павловски Посад    | 65 432              | 68                          | Болшие Двори                                                                      |
| 38. Подолск             | 339        | 320 523             | гр. Подолск            | 299 660             | 43                          |                                                                                   |
| 39. Протвино            | 27         | 36 823              | гр. Протвино           | 36 823              | 116                         |                                                                                   |
| 40. Пушчино             | 18         | 21 148              | гр. Пушчино            | 21 148              | 119                         |                                                                                   |
| 41. Реутов              | 9          | 99 989              | гр. Реутов             | 99 989              | 12                          |                                                                                   |
| 42. Рошал               | 35         | 20 590              | гр. Рошал              | 20 590              | 156                         |                                                                                   |
| 43.Руза                 | 1568       | 62 845              | гр. Руза               | 13 403              | 110                         | Тучково                                                                           |
| 44. Серебряние Пруди    | 877        | 25 455              | сгт Серебряние Пруди   | 9136                | 176                         |                                                                                   |
| 45. Серпухов            | 38         | 125 929             | гр. Серпухов           | 125 929             | 99                          |                                                                                   |
| 46. Ступино             | 1708       | 121 332             | гр. Ступино            | 66 341              | 110                         | Жильово, Малино, Михнево                                                          |
| 47. Фрязино             | 9          | 60 412              | гр. Фрязино            | 60 408              | 42                          |                                                                                   |
| 48. Химки               | 110        | 244 668             | гр. Химки              | 244 668             | 19                          |                                                                                   |
| 49. Черноголовка        | 62         | 23 414              | гр. Черноголовка       | 21 621              | 60                          |                                                                                   |
| 50. Чехов               | 866        | 128 141             | гр. Чехов              | 70 548              | 77                          | Столбовая                                                                         |
| 51. Шатура              | 2640       | 71 311              | гр. Шатура             | 33 222              | 124                         | Мишеронски, Черусти                                                               |
| 52. Шаховская           | 1219       | 25 738              | сгт Шаховская          | 10 717              | 154                         |                                                                                   |
| Муниципални райони      |            |                     |                        |                     |                             |                                                                                   |
| 1. Волоколамски         | 1684       | 42 928              | гр. Волоколамск        | 20 838              | 130                         | Сичево                                                                            |
| 2. Воскресенски         | 812        | 155 251             | гр. Воскресенск        | 94 019              | 88                          | Белозерски, Хорлово, им. Цюрупа                                                   |
| 3. Дмитровски           | 2182       | 163 557             | гр. Дмитров            | 67 506              | 65                          | гр. Яхрома, Деденево, Икша, Некрасовски                                           |
| 4. Ленински             | 203        | 119 081             | гр. Видное             | 65 074              | 23                          | Горки Ленинские                                                                   |
| 5. Лотошински           | 980        | 16 567              | сгт Лотошино           | 5105                | 160                         |                                                                                   |
| 6. Можайски             | 2627       | 71 535              | гр. Можайск            | 30 439              | 110                         | Уваровка                                                                          |
| 7. Ногински             | 811        | 213 350             | гр. Ногинск            | 102 267             | 68                          | гр. Старая Купавна, гр. Електроугли, им. Воровски, Обухово                        |
| 8. Одинцовски           | 91 210     | 320 781             | гр. Одинцово           | 141 493             | 24                          | гр. Голицино, гр. Кубинка, Болшие Вязьоми, Зарече, Лесной городок, Новоивановское |
| 9. Пушкински            | 571        | 178 708             | гр. Пушкино            | 106 577             | 30                          | Ашукино, Зеленоградски, Лесной, Правдински, Софрино, Черкизово                    |
| 10. Раменски            | 1397       | 292 649             | гр. Раменское          | 112 989             | 46                          | Биково, Илински, Кратово, Родники, Уделная                                        |
| 11. Сергиево-Посадски   | 2027       | 218 313             | гр. Сергиев Посад      | 104 579             | 71                          | гр. Краснозаводск, гр. Пересвет, гр. Хотково, Богородское, Скоропусковски         |
| 12. Серпуховски         | 1013       | 35 922              | гр. Серпухов           |                     | 99                          | Оболенск, Пролетарски                                                             |
| 13. Солнечногорски      | 1085       | 141 703             | гр. Солнечногорск      | 52 642              | 65                          | Андреевка, Менделеево, Поварово, Ржавки                                           |
| 14. Талдомски           | 1427       | 47 737              | гр. Талдом             | 12 958              | 110                         | Вербилки, Запрудни, Северни                                                       |
| 15. Шчелковски          | 704        | 209 496             | гр. Шчолково           | 125 843             | 35                          | Загорянски, Монино, Свердловски, Фряново                                          |

## Селско стопанство
Отглежда се птици, свине, едър рогат добитък; фуражни, зърнени култури, зеленчуци, картофи.
| хиляди хектара | 1249 | 1224,1 | 1096,4 | 977,9 | 699,4 | 550,7 | 579,1 |